# علي الخربوش
علي الخربوش (1926 -1964) مناضل عربي فلسطيني من قرية عرابة البطوف في الجليل.

## نشأته وانضمامه إلى العمل الفدائي
في سنة 1945م وبعد أن أنهى الصف الخامس في مدرسة القرية وأصبح شابا التحق بقوة الحدود التابعة للجيش البريطاني وتلقى تدريباته العسكرية في مدينة الزرقاء الأردنية، ثم انتقل للعمل ضمن هذه القوات في مدينة سمخ وفي قرية الجاعونة. وفي سنة 1948 م عندما سرح الجيش البريطاني قوة الحدود عاد علي الخربوش إلى قريته ليدرب الشباب على حمل السلاح ويشاركهم المعارك التي كانت تنشب في الخانوق وفي المنطقة.
وفي معركة الشجرة تعرض لإصابات طفيفة نقل على إثرها إلى إحدى مستشفيات الناصرة لتلقي العلاج وبعد خروجه من المستشفى التحق بقوات الجهاد المقدس بقيادة أبو النعاج ابن قرية صفورية. وفي تلك الفترة كانت القوات الإسرائيلية قد احتلت شمال فلسطين حيث انسحبت قوات الجهاد المقدس إلى لبنان مرورا بمدينة سخنين ثم قرية ميرون وهناك اشتبكت مع القوات الصهيونية في معركه حامية اسفرت عن استشهاد واسر عدد كبير منهم وفي ساعات الليل تمكنت هذه القوات من الوصول إلى قرية أم جبيل اللبنانية حيث خيمت هناك مدة شهرين حتى صدرت لها الأوامر بالانتقال إلى البقاع ومن ثم إلى الجولان السوري. وهناك صدرت الأوامر بحل قوات الجهاد المقدس وتسريحها. عندها عاد علي الخربوش إلى لبنان ومن هناك إلى قريته عرابة حيث كانت قوات الاحتلال قد انتهت من عملية إحصاء السكان في القرية ولهذا لاحقته السلطات الإسرائيلية مما اضطره إلى العودة مره أخرى إلى لبنان ومن ثم إلى سوريا حيث التحق بالجيش السوري ومن ثم المكتب الثاني جهاز المخابرات السوري.
شارك من عرابة البطوف شمال فلسطين في معارك ال48 في قرية الشجرة بلد الشهيد ناجي العلي واصيب بتلك المعركة ونقل إلى إحدى مستشفيات مدينة الناصره ثم معركة الخانوق القريبة من قريتي عرابه وبعد النكبة التحق بقوات الصاعقة وكان رئيس المكتب الثاني في سوريه..رعيل الفدائيين الاوائل.. استشهد سنة وصديقه الشهيد فالح السالم ابن قرية صفوريه المهجَّرة 1964 في مواجهة مع الإسرائيليين شمال فلسطين ودفنا في مخيم اليرموك...حيث أطلق على الحي الذي سكنوه..حارة الفدائيِّين..واطلق شارع على اسك كل من الشهيدين...

## عمله مع الاستخبارات السورية
كانت مهمه على الخربوش في المكتب الثاني السوري رصد القوات الإسرائيلية وتحركاتها من خلال عيون داخل إسرائيل تقوم برصد هذه التحركات، ولهذا كان لزاما علية دخول فلسطين المحتلة سرا وكذلك التجول في مدنها الرئيسية مثل حيفا وتل أبيب والقدس. وكثيرا ما كان يدخل قريته لزياره والدية و قد نجح سنه 1957م في تجنيد أكبر شبكه تجسس داخل إسرائيل لصالح المخابرات السورية بالإضافة إلى عدة عمليات عسكرية على مواقع حساسة في الجليل الأعلى.[بحاجة لمصدر]

## سقوطه
كان علي الخربوش يتواجد بشكل شبه دائم على أرض فلسطين المحتلة داخل منذ قيام إسرائيل وحتى سنة 1964م عندما استطاعت المخابرات الإسرائيلية الحصول على معلومات سرية تفيد أن علي الخربوش متواجد مع مجموعته في منطقه الشمال داخل الأراضي الإسرائيلية فاستدعت قوات عسكرية إلى المنطقة، وفي ليلة 4 تشرين الثاني 1964م وفي وسط الأشجار الكثيفة التقى علي الخربوش ومجموعته المؤلفة من مفلح السالم وعمر عريفة بالقوات الإسرائيلية ودارت معركة شرسة سقط خلالها علي الخربوش وزميله مفلح السالم بينما جرح وأسر عمر عريفة، وفي اليوم التالي خرجت الصحف الإسرائيلية وعلى صفحاتها الأولى وبعناوين كبيرة «مخربين كبيرين قتلا بالامس». نقل جثمانيهما إلى سوريا بواسطة الصليب الأحمر الدولي بعد أن رفضت سلطات الإحتلال دفنهما في مسقط رأسيهما. وهناك في سوريا وفي جنازة رسمية وشعبية دفن جثمانه في مقبرة الشهداء في مدينة دمشق. أطلق اسمه على جادة في مخيم اليرموك، إضافة لعائلة الشهيد عمر الجربوني في شارع راما في اليرموك.